# 中央野外通信群
中央野外通信群（ちゅうおうやがいつうしんぐん、JGSDF Central Field Signal Group）は、陸上自衛隊久里浜駐屯地（神奈川県横須賀市）に群本部が駐屯するシステム通信団隷下のシステム通信科部隊である。

## 概要
群長は、1等陸佐（二）が充てられ、久里浜駐屯地に駐屯する群本部、本部付隊、第101搬送通信大隊および朝霞駐屯地に駐屯する第301指揮所通信中隊をもって編成される。
防衛統合デジタル通信網（IDDN）の補完を含む中央通信系（野外区間）の構成・維持・運営を任務とする。
| 通信区分 | 陸上幕僚監部等         | 方面隊                                    | 師団・旅団                                | 連隊等                                    |
| 基地通信 | 中央基地システム通信隊 | 方面システム通信群 / 基地システム通信大隊 | 方面システム通信群 / 基地システム通信大隊 | 方面システム通信群 / 基地システム通信大隊 |
| 野外通信 | 中央野外通信群         | 方面システム通信群                        | 師団通信大隊・旅団通信隊                  | 連隊本部管理中隊通信小隊等                |

## 沿革
第650通信群
- 1952年（昭和27年）11月22日：第650通信群が練馬駐屯地において編成完結[2]。
- 1954年（昭和29年）7月5日：第650通信群本部が練馬駐屯地から久里浜駐屯地に移駐（15日まで）[3]。

第1通信群
- 1954年（昭和29年）9月25日：第650通信群（久里浜駐屯地）が第1通信群に称号変更[2]。

中央野外通信隊
- 1960年（昭和35年）3月25日：第1通信群（久里浜駐屯地）が中央野外通信隊に称号変更[4][5][6]。

中央野外通信群
- 1968年（昭和43年）3月1日：中央野外通信隊（久里浜駐屯地）が中央野外通信群に称号変更。
- 1983年（昭和58年）3月24日：中央野外通信群の一部を母体に東部方面通信群第106通信運用大隊、第304搬送通信中隊が久里浜駐屯地に新編。
- 2000年（平成12年）3月28日：第101通信運用大隊（久里浜駐屯地）を第301通信運用中隊に、第101搬送通信大隊本部管理中隊を本部付隊に縮小改編[7]。
- 2018年（平成30年）3月27日：第301通信運用中隊（久里浜駐屯地）を第301指揮所通信中隊に改編のうえ、朝霞駐屯地に移駐[8]。
- 2026年（令和8年）3月：部隊廃止予定。

## 部隊編成
特記ないものは久里浜駐屯地に所在している。
- 中央野外通信群本部
- 中央野外通信群本部付隊「中野通群-本」
- 第101搬送通信大隊
  - 第101搬送通信大隊本部
  - 第101搬送通信大隊本部付隊「101搬通-本」
  - 第1重搬送中隊「101搬通-1」：無線搬送装置1号 JMRC-C17/R17等
  - 第2重搬送中隊「101搬通-2」：無線搬送装置1号 JMRC-C17/R17等
  - 構成中隊「101搬通-構」：無線搬送端局装置3号 JMRC-C41等
- 第301指揮所通信中隊「301指通」（朝霞駐屯地）

## 中央野外通信群長
| 官職名           | 階級    | 氏名     | 補職発令日     | 前職                         |
| ---------------- | ------- | -------- | -------------- | ---------------------------- |
| 中央野外通信群長 | 1等陸佐 | 𠮷冨博康 | 2023年12月01日 | 西部方面総監部総務部総務課長 |

| 代 | 氏名                   | 在職期間                                                  | 前職                                              | 後職                                                   |
| -- | ---------------------- | --------------------------------------------------------- | ------------------------------------------------- | ------------------------------------------------------ |
| 01 | 大久保亨               | 1960年03月25日 - 1960年07月31日                           | 第1通信群長                                       | 陸上自衛隊通信補給処副処長                             |
| 02 | 有森源次               | 1960年08月01日 - 1964年07月15日 ※1964年7月1日 1等陸佐昇任 | 第5管区総監部第2部長                              | 西部方面通信隊長                                       |
| 03 | 千見寺武男 （2等陸佐） | 1964年07月16日 - 1966年07月15日                           | 通信団本部勤務                                    | 第2師団司令部付 →1967年2月1日 停年退官 （1等陸佐昇任） |
| 04 | 竹内吉治               | 1966年07月16日 - 1968年03月15日                           | 陸上自衛隊通信学校総務部長                        | 陸上自衛隊北海道地区補給処通信部長                     |
| 05 | 西本二十三             | 1968年03月16日 - 1970年03月15日                           | 東北方面総監部通信課長                            | 陸上自衛隊会計監査隊 東部方面分遣隊長                  |
| 06 | 配野秀一               | 1970年03月16日 - 1971年07月15日                           | 西部方面総監部通信課長                            | 陸上自衛隊通信補給処補給管理部長                       |
| 07 | 野瀬弘行               | 1971年07月16日 - 1972年03月15日                           | 陸上自衛隊通信補給処副処長                        | 通信団副団長                                           |
| 08 | 武藤和敏               | 1972年03月16日 - 1974年03月15日                           | 統合幕僚会議事務局第3幕僚室勤務                   | 東部方面総監部通信課長                                 |
| 09 | 野口方宏               | 1974年03月16日 - 1976年03月15日                           | 西部方面総監部通信課長                            | 陸上幕僚監部通信課勤務                                 |
| 10 | 寺島敏男               | 1976年03月16日 - 1978年03月15日                           | 陸上幕僚監部通信課訓練班長                        | 通信団本部勤務 →1978年8月19日 停年退官                 |
| 11 | 松本米二郎             | 1978年03月16日 - 1979年07月31日                           | 陸上幕僚監部教育訓練部教育課 教材班長             | 通信団副団長                                           |
| 12 | 山口正男               | 1979年08月01日 - 1982年08月01日                           | 通信団本部高級幕僚                                | 中央基地通信隊長                                       |
| 13 | 宮本宏                 | 1982年08月02日 - 1985年03月15日                           | 陸上自衛隊通信学校研究員                          | 陸上自衛隊関西地区補給処通信部長                       |
| 14 | 成松徳三               | 1985年03月16日 - 1987年07月06日                           | 東北方面総監部装備部後方運用課長                  | 東北方面総監部装備部長                                 |
| 15 | 山下正光               | 1987年07月07日 - 1990年07月31日                           | 陸上幕僚監部装備部開発課 開発第2班長              | 防衛研究所所員                                         |
| 16 | 山本忠文               | 1990年08月01日 - 1993年07月31日                           | 陸上幕僚監部装備部通信電子課 総括班長             | 陸上自衛隊通信補給処補給部長                           |
| 17 | 安藤正之               | 1993年08月01日 - 1997年03月25日                           | 陸上自衛隊通信学校研究部長                        | 陸上自衛隊通信学校勤務                                 |
| 18 | 森康雄                 | 1997年03月26日 - 1999年11月30日                           | 陸上自衛隊通信学校第2教育部長                     | 陸上自衛隊補給統制本部通信電子部長                     |
| 19 | 紀伊和憲               | 1999年12月01日 - 2002年03月21日                           | 陸上自衛隊関東補給処通信電子部長                  | 陸上自衛隊補給統制本部通信電子部長                     |
| 20 | 山根洋                 | 2002年03月22日 - 2004年07月31日                           | 情報本部勤務                                      | 装備実験隊副隊長                                       |
| 21 | 長尾民穂               | 2004年08月01日 - 2005年12月04日                           | 西部方面後方支援隊副隊長                          | 西部方面総監部監察官                                   |
| 22 | 吉永春雄               | 2005年12月05日 - 2007年07月31日                           | 東北方面情報保全隊長                              | 自衛隊島根地方協力本部長                               |
| 23 | 山村俊朗               | 2007年08月01日 - 2009年07月31日                           | 陸上自衛隊通信学校総務部長                        | 通信団本部付                                           |
| 24 | 鈴木孝二               | 2009年08月01日 - 2011年07月31日                           | 陸上自衛隊九州補給処整備部長                      | 通信団本部付                                           |
| 25 | 白井一弘               | 2011年08月01日 - 2013年03月22日                           | 陸上自衛隊幹部学校学校教官                        | 陸上自衛隊開発実験団本部評価科長                       |
| 26 | 上西慶明               | 2013年03月23日 - 2014年11月30日                           | 技術研究本部 技術開発官（陸上担当）付 第4開発室長 | 陸上自衛隊幹部学校主任教官                             |
| 27 | 千頭正明               | 2014年12月01日 - 2016年12月19日                           | 通信団本部高級幕僚                                | 通信団本部付 →2017年3月8日 退職                        |
| 28 | 小林巧                 | 2016年12月20日 - 2017年11月30日                           | 陸上自衛隊通信学校研究部長                        | 通信団本部付 →2018年2月17日 退職                       |
| 29 | 堤浩一郎               | 2017年12月01日 - 2019年07月31日                           | 第13後方支援隊長                                  | 陸上自衛隊通信学校第1教育部長                          |
| 30 | 中村靖彦               | 2019年08月01日 - 2020年07月31日                           | システム通信団本部高級幕僚                        | システム通信団本部付 →2020年9月30日 退職               |
| 31 | 川口晃史               | 2020年08月01日 - 2022年07月31日                           | 陸上自衛隊補給統制本部 通信電子部補給計画課長     | システム通信団本部付                                   |
| 32 | 髙橋孝介               | 2022年08月01日 - 2023年11月30日                           | 陸上幕僚監部装備計画部通信電子課 通信器材班長     | 退職                                                   |
| 33 | 𠮷冨博康               | 2023年12月01日 -                                          | 西部方面総監部総務部総務課長                      |                                                        |

## 主要装備
- 89式5.56mm小銃
- 1/2tトラック / 73式小型トラック
- 1 1/2tトラック / 73式中型トラック
- 3 1/2tトラック / 73式大型トラック

通信電子器材については陸上自衛隊の装備品一覧#通信器材・電子機材を参照のこと

## 廃止（改編）部隊
- 2000年（平成12年）3月27日廃止
  - 第101通信運用大隊「101通運-本」（久里浜駐屯地）：第301通信運用中隊に改編。
  - 第101搬送通信大隊本部管理中隊「101搬通-本」（久里浜駐屯地）：第101搬送通信大隊本部付隊に改編。
- 2018年（平成30年）3月26日廃止
  - 第301通信運用中隊「301通運」（久里浜駐屯地）：第301指揮所通信中隊に改編。